# Honda NR

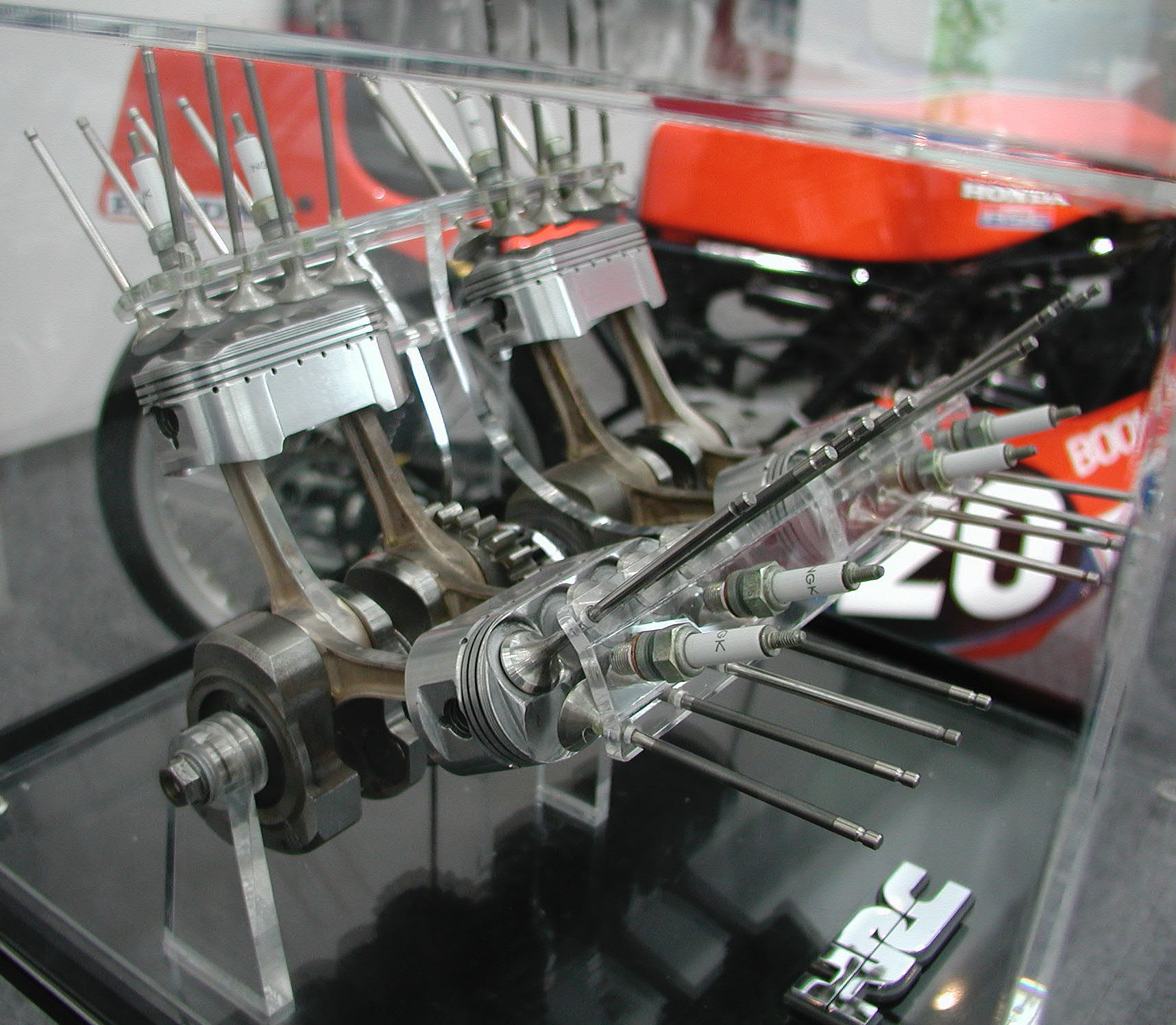
Pistones ovales

Honda NR es un motor de motocicleta con tecnología de pistones ovales. Patente japonesa procedente de la 2ª GM para motores de aviación en el que se necesitaba aumentar el número de válvulas por cilindro para mejorar la carga de combustible a las cámaras de combustión.
Se sustituyeron los pistones circulares por unos ovales que permitían ampliar la superficie para introducir 8 válvulas por cilindro. Esto llevó a diseños que fueron derivando en el Motor Honda NR de competición de 1982 cuyo desplazamiento era de 500 cc capaz de girar a 22 000 rpm. 
Su falta de rendimiento hizo que se le diera el nombre en inglés de «Never Ready» —«Nunca Preparado»— por la prensa especializada, lo que no sentó muy bien en la fábrica Honda, que continuó con la evolución del motor durante la década de 1980 cristalizando en la NR 750 de resistencia y por último en una limitada serie de motos de calle para coleccionistas.
- Datos: Q499871
- Multimedia: Honda NR / Q499871